# Stefan Siebert (Schauspieler)
Stefan Siebert (* 13. Februar 2000 in Sindelfingen) ist ein deutscher Schauspieler und Zauberkünstler. Seit der Spielzeit 2024/25 ist er festes Ensemblemitglied am Rheinischen Landestheater Neuss. Er tritt sowohl in Theaterproduktionen als auch in Film- und Fernsehrollen auf. Seine Zauberkunst wurde 2019 mit dem 1. Preis bei den Norddeutschen Meisterschaften der Zauberkunst ausgezeichnet.

## Leben
Stefan Siebert wuchs in Sindelfingen (Baden-Württemberg) auf. Bereits während der Schulzeit sammelte er erste Bühnenerfahrungen im Schulchor und in einer Theater-AG. Seine erste größere Bühnenrolle übernahm er 2013 im Rahmen der 750-Jahr-Feier der Stadt Sindelfingen als jugendlicher Hauptdarsteller im multimedialen Open-Air-Schauspiel Sindolfs Traum, inszeniert von Frank Martin Widmaier. Es folgten Hauptrollen in weiteren Produktionen wie Der Sindelfinger Jedermann (2015), dem Stadtmusical Bühne der Träume (2017) sowie in Next to Normal (2018).
Von 2020 bis 2024 studierte er Schauspiel an der Theaterakademie August Everding in München.

## Schauspiel
Bereits während seines Studiums war Siebert an mehreren Theaterproduktionen beteiligt, darunter Der thermale Widerstand (Katja Wachter), das bei den Bayerischen Theatertagen sowie beim Festival FIESAD in Marokko ausgezeichnet wurde. Weitere Rollen spielte er in Richard III., WUT – Ein Ausbruch für sieben und Schönes von Jon Fosse.
Seit 2024 ist Siebert festes Ensemblemitglied am Rheinischen Landestheater Neuss. Dort war er unter anderem in folgenden Rollen zu sehen:
- Die Zauberflöte – The Opera but not the Opera (2024, Papageno)[9]
- Romeo und Julia (2025, Romeo)[8]
- Die Glasmenagerie (2025, Jim)[8]
- Sonne und Beton (2025, Julius)[8]

Siebert ist bekannt dafür, Elemente der Zauberkunst gezielt in Theaterproduktionen einzubinden.

## Film und Fernsehen
Siebert war in Film- und Fernsehproduktionen zu sehen, darunter:
- Watzmann ermittelt – Die Ötzi (2025, ARD, Episodenhauptrolle: Moritz Gagern)[11]
- SOKO Stuttgart (2019, ZDF, Rolle: Paul Steinfeld)[12]

## Zauberkunst
Siebert begann mit der Zauberkunst im Alter von fünf Jahren und trat im Alter von zwölf erstmals öffentlich auf. 2011 wurde er als jüngstes Mitglied in den Magischen Zirkel Stuttgart aufgenommen. Er wurde von dem renommierten Zaubercoach Eberhard Riese gefördert, der zahlreiche namhafte Bühnenmagier ausgebildet hat.
In Shows wie Next Generation of Magic oder Music Meets Magic (mit den Hanke Brothers) kombiniert Siebert Theater, Musik und Illusionen. 2023 wurde er als erster Sindelfinger zum Festival der Illusionen in Sindelfingen eingeladen, einem etablierten Zauberevent unter der Leitung des Magischen Zirkels Stuttgart. Auch bei Benefizveranstaltungen wie einem Konzert mit den Hanke Brothers trat er öffentlich auf.

## Auszeichnungen (Auswahl)
- 2016: Lotto-Musiktheaterpreis (Ensemblepreis)
- 2019: 1. Platz bei den Norddeutschen Meisterschaften der Zauberkunst (Allgemeine Magie)[2]
- 2022: Ensemblepreis beim Festival FIESAD Rabat für die Theaterproduktion Der thermale Widerstand[7]
- 2022: Preisträger bei den Deutschen Meisterschaften der Zauberkunst[2]